# メンチュヘテプ2世
メンチュヘテプ2世（Mentuhotep II, 在位：紀元前2060年 - 紀元前2010年）は、古代エジプト第11王朝の第4代ファラオ（王）。

## 生涯
紀元前2060年頃、父王アンテフ3世の後を継ぎ即位した。当時のエジプトは第一中間期と呼ばれ、各県を治める州侯がメンフィスの中央政府から離反し、全土の覇権を伺う戦乱の時代であった。中でも、上エジプト第20県の首都ヘラクレオポリスを本拠とした第10王朝は特に強大で、一時的に全土を配下に収める程の勢いであった。対して、テーベの第11王朝もメンチュヘテプ2世の祖父アンテフ2世の時代に南方のヒエラコンポリスからエレファンティネまでに至る地域を手中に収め、北方では第10王朝との国境をアビドスを州都とする第8県まで押し上げた。その後は両勢力の間に休戦協定が結ばれ、メンチュヘテプ2世が即位した頃まで互いに睨み合う状況が続いていた。
メンチュヘテプ2世の治世14年目、アビドスで反乱が発生した。この反乱を契機として両国の間に再び戦端が開かれる。メンチュヘテプ2世は迅速に反乱を鎮圧した後、第10王朝の勢力圏へと侵攻を始めた。戦況はテーベ側に優勢のまま進み、やがて上エジプト第15県のヘルモポリスをはじめとする多数の州がテーベの側に寝返った事で決定的となった。治世21年目（紀元前2040）頃に第10王朝の本拠地ヘラクレオポリスを陥落させ、治世第39年頃には第10王朝最後の王を下し、エジプトを完全に統一することに成功した。これをもってエジプト第1中間期は終焉、二度目の隆盛期である中王国時代が始まった。
メンチュヘテプ2世のエジプトの再統一という功績がいかに輝かしいものであったのか、それは治世中に頻繁に変更されたホルス名が物語っている。即位した当初は、スアンクイブタウィ（両国の心を生かす者）と名乗ったが、治世14年目以降は、白冠の主を意味するネチェルヘジェトというホルス名を付けた。そして全土を完全に支配下に置いた治世第39年以降はスマタウィ（両国の統合者）となった。
全土を統一したメンチュヘテプ2世の治世の後半は、長きにわたる戦乱で荒廃したエジプトの繁栄を取り戻すための事業に費やされた。上エジプト長官など古王国以来の官職を復活させるとともに、新たに下エジプト長官を置くなどして行政機構を整備していった。敵対的な州侯は廃し、メンチュヘテプ2世の息のかかった人物にすげ替えていった。一方で、戦いの過程でテーベ側に寝返ったヘルモポリス侯など、戦局に大きく影響した州侯に対してはそれまでと変わらぬ待遇を与えた。
国外への軍事活動も積極的に行った。南方への遠征では第二瀑布までの下ヌビア地方にまで到達してこれを支配下におさめ、更に南方にあるプント国（現在のソマリア地方）へ隊商を送った。西方の砂漠地帯にも軍事遠征が行われ、オアシスに勢力を持ったリビア人を支配下に収めた。

## メンチュヘテプ2世の葬祭殿
メンチュヘテプ2世の国土再統一によって各地の採石場から良質な建材が入手出来るようになり、エジプトでは再び古王国時代のような大規模建築が可能となった。テーベの職人に加えて、全土から職人たちが集められ、建築事業や芸術が振興された。中でも、テーベの西に建造されたメンチュヘテプ2世の葬祭殿はその中でも最も有名な建築物である。現在デル・エル・バハリとよばれる断崖に囲まれた窪地に建設され、メンチュヘテプ2世に仕えた寵臣達もその周囲に葬られた。例えば宰相ケティ（アクトイ）、大臣ダギ、大臣アピ、侍従長ネヌなどの墓がメンチュヘテプ2世の王墓周辺に造営されている。ダギの墓からはコフィン・テキストと呼ばれる呪文が発見されており、古王国時代のピラミッド・テキストとの類似が指摘されている。
紀元前2010年、メンチュヘテプ2世は50年間の在位を全うしてこの世を去り、息子のメンチュヘテプ3世が即位した。彼によって再び統一されたエジプトは後継者たちによって受け継がれ、第13王朝の半ば頃までおよそ300年間に渡って平和と繁栄の時代が続くことになる。